# Futebol Clube Famalicão
El FC Famalicão es un equipo de fútbol de la ciudad de Vila Nova de Famalicão, Portugal, que juega en la Primeira Liga.

## Historia
Fue fundado el 21 de agosto de 1931 en la ciudad de Vila Nova de Famalicão en el distrito de Braga. Esta temporada juega en la Primeira Liga donde no jugaba desde 1994.
No es un equipo que se distingue por sus logros, sino más bien por la producción y venta de jugadores.

## Jugadores

### Jugadores destacados
| - Vítor Paneira - Fernando Couto - Carlos Secretário - Ivo Afons - Pedro Roma - Ricardo Rocha - Henrique Sereno - Tito - Tiago Pereira - Nuno Fonseca - Nuno Cavaleiro - Pedro Costa - Marco Silva - Hakim Medane - Djamel Menad | - Djalmir - Ricardo Kuki Martins - Petar Mihtarski - Piguita - Ricardo - Etienne N'tsunda - Luís Ayoví - Chidi Onyemah - Djalo Bacari - Reinaldo Gomes - Iván Jaime Pajuelo |